# Ansambel Primorski fantje
Ansambel Primorski fantje je slovenska narodnozabavna zasedba, ki deluje od leta 1974. Sedež ima v Piranu. Na festivalih je ansambel dosegel vrsto nagrad, večkrat je nastopil tudi v tujini in s tem na svojevrsten način prispeval k turističnemu razvoju mesta. S tem si je s strani Občine Izola prislužil naziv Ambasadorji mesta Izole.

## Zasedba
Ustanovni člani ansambla so bili Pino Vežnaver, Bogdan Fras in Branko Bembič. V naslednjih nekaj letih so se jim postopoma za krajši čas pridružili še Darinka Eler, Ivan Kajba in Danica Potočnik. Zasedba se je bolj zavzeto lotila ustvarjanja lastnih skladb s prihodom Bogdana Gerka, ki je tudi prevzel vodenje ansambla. Leta 1990 se je ansamblu priključil klaviaturist Ivan Fortuna, dve leti pozneje pa še Ivica Vergan.
Leta 1999 je umrl ustanovni član Branko Bembič. Nasledil ga je Gianfranko Novak. Leta 2001 se je poslovil Ivan Fortuna, namesto njega se je ansamblu pridružil Aleš Lavrič. Leta 2007 je ansambel zapustil še drugi ustanovni član Bogdan Fras, ki ga je nadomestil Valter Počkaj. Leto dni pozneje je zaradi zdravstvenih težav z igranjem prenehal še zadnji ustanovni član Pino Vežnaver. Namesto njega je v ansamblu igral Aleš Segulin.
Z novim letom 2020 je prišlo do večjih kadrovskih sprememb v ansamblu, saj sta od dotedanjih članov v zasedbi ostala le pevca Gerk in Verganova. Pridružili so se še Ivičin sin Maksim Vergan, Niko Poles in Manuel Bubola, slednjega pa je kmalu nadomestil Jan Čekada.
V letu 2023 je umrl Bogdan Gerk. Preostali člani - Ivica, Maksim, Niko in Jan - na njegovo željo v njegovo čast nadaljujejo z nastopi in prepevanjem največjih hitov.

## Delovanje
Ansambel Primorski fantje so ustanovili harmonikar Pino Vežnaver, kitarist Branko Bembič in basist Bogdan Fras. V naslednjih nekaj letih so se jim pridružili še različni pevci. Ansambel je nastopal na različnih prireditvah in večinoma izvajal skladbe drugih zasedb. V tem začetnem obdobju so se leta 1979 uspešno predstavili na festivalu v Števerjanu in prejeli 2. nagrado za izvedbo, Ivan Malavašič pa je zanje napisal tudi najboljše besedilo.
Do preobrata je prišlo leta 1988. Takrat so se srečali s Tomažem Tozonom, ki je postal njihov producent, ansamblu pa se je priključil Bogdan Gerk, ki je prevzel vodenje ansambla in tudi pisanje avtorskih skladb. Leta 1992 se jim je pridružila še ena avtorica skladb Ivica Vergan. Sledilo je izjemno uspešno obdobje, ko se je ansambel udeleževal festivalov v Števerjanu, na Ptuju in Vurberku ter Vesele jeseni. Praktično zmeraj so bili nagrajeni. Njihov največji festivalski uspeh je zmaga na najprestižnejšem narodnozabavnem festivalu Slovenska polka in valček leta 1999, ko so zmagali z najboljšo polko Karamela. Redno so nastopali tudi kot gostje raznih radijskih in televizijskih oddaj v Sloveniji in v tujini.
Leta 1994 so občasno sodelovali z vokalnim kvartetom 7+ iz Izole. Občina Izola jih je nagradila s plaketo mesta Izola za poseben prispevek k turističnemu razvoju mesta in naziv Ambasadorji mesta Izole. Pri Založbi kaset in plošč RTV Slovenija so posneli več kaset in plošč.
V času delovanja so večkrat nastopili tudi v tujini. Tako so se ustavili pri slovenskih izseljencih v Kanadi in Švici, dvakrat pa tudi v Avstraliji. Večkrat so nastopili tudi pri zamejcih v Avstriji in Italiji. Izvajajo narodnozabavno glasbo kot osnovni trio s pevci in pevko, včasih pa izvajajo tudi zabavno glasbo, kjer priključijo klaviature in bobne.

## Uspehi
Ansambel Primorski fantje je na narodnozabavnih in drugih festivalih dosegel naslednje uspehe:
- 1979: Festival Števerjan – 2. nagrada za izvedbo in nagrada za najboljše besedilo (avtor Ivan Malavašič).
- 1992: Festival Števerjan – Nagrada za najboljši trio.
- 1992: Festival Ptuj – Srebrni Orfej.
- 1993: Festival Vurberk – 3. nagrada za izvedbo.
- 1993: Festival Števerjan – Nagrada za najboljši trio.
- 1993: Festival Ptuj – Zlati Orfej, nagrada za najboljši trio in nagrada občinstva.
- 1994: Festival Števerjan – Absolutni zmagovalci festivala.
- 1994: Festival Ptuj – Zlati Orfej, 1. nagrada občinstva za najboljši ansambel in 1. nagrada občinstva za najboljšo melodijo.
- 1994: Vesela jesen - 1. nagrada strokovne komisije za melodijo in 1. nagrada za najboljši aranžma.
- 1995: Festival Števerjan – Nagrada občinstva.
- 1996: Festival Števerjan – Absolutni zmagovalci festivala.
- 1997: Festival Ptuj - Nagrada strokovne komisije za najboljšo polko in nagrada za najboljše besedilo.
- 1999: Slovenska polka in valček – Najboljša polka: Karamela.

## Diskografija
Ansambel Primorski fantje je do sedaj izdal deset albumov:
1. Primorski fantje (1992)
2. Mini krilo (1993)
3. Amore – Amore (1995)
4. Decembrski dan (1995)
5. Karamela bela bela, Šinjorina tra la la (1999)
6. V naši vasi zvonovi zvonijo (1999)
7. Mislim nate (2001)
8. Jast pridem nazaj (za 7. July) (2002)
9. S tabo praznovati (2004)
10. Ptički – 40 let (2014)

## Največje uspešnice
Ansambel Primorski fantje je najbolj poznan po naslednjih skladbah:
- Bella signorina
- Decembrski dan
- Karamela
- Ledene rože
- Ne jokaj
- Ne vem, ne vem